# Laura Lootens
Laura Lootens (* 1999 in Marktoberdorf) ist eine deutsch-belgische klassische Gitarristin.

## Biografie
Laura Lootens spielt seit dem Alter von acht Jahren Gitarre. Mit 14 Jahren begann sie als Jungstudentin an der Hochschule für Musik und Theater München bei Franz Halász zu studieren. Ein Jahr später nahm sie dort ihr Bachelorstudium auf. Darauf folgten das Masterstudium und anschließend der Studiengang „Excellence in Performance“. Bereits im Alter von 22 Jahren erhielt Laura Lootens einen Lehrauftrag für Gitarre an der Hochschule für Musik und Theater München.
Mit 15 Jahren gab sie ihr Orchesterdebüt als Solistin in Joaquin Rodrigos Concierto de Aranjuez. Seit 2017 wird sie von der Studienstiftung des Deutschen Volkes gefördert und erhielt 2019 das Stipendium des Deutschen Musikwettbewerbs. Im Jahr 2022 gewann sie den Certamen Internacional de Guitarra Clásica Andrés Segovia in Spanien, nachdem sie vier Jahre vorher bereits die jüngste Finalistin und Preisträgerin in der Geschichte dieses Wettbewerbs gewesen war. Ihre Konzerttätigkeit führte sie u. a. in den Münchner Gasteig, zum Beethovenfest Bonn und in das Muziekgebouw in Amsterdam. 2024 führte sie mit den Lüneburger Symphonikern im Theater Lüneburg das Concierto del Sur von Manuel Ponce auf.
Ihr Solorepertoire umfasst Werke der Barockzeit bis hin zu zeitgenössischer Musik. U. a. zählen dazu Kompositionen spanischer Komponisten wie Isaac Albéniz, Joaquim Malats, Joaquin Rodrigo und des Italieners Mario Castelnuovo-Tedesco, die sie 2023 im Rahmen ihres Saisonprogramms zur Aufführung brachte. Ihr im selben Jahr erschienenes Debütalbum enthält Klavierwerke von Isaac Albéniz in von ihr selbst geschaffenen Transkriptionen.

## Preise und Stipendien
- 2015: 1. Preis beim Bundeswettbewerb Jugend musiziert
- 2017–2023: Stipendiatin der Studienstiftung des Deutschen Volkes
- 2018: 3. Preis und Premio de Juventudes Musicales beim 33. Certamen Internacional de Guitarra Clásica Andrés Segovia, Almuñécar[7]
- 2019: Gewinn des Stipendiums des Deutschen Musikwettbewerbs und des Sonderpreises der Deutschen Stiftung Musikleben
- 2022: 1. Preis und Sonderpreis für die beste Interpretation des Pflichtstücks beim 37. Certamen Internacional de Guitarra Clásica Andrés Segovia, Almuñécar[3]
- 2023: Verleihung des Leonhard und Ida Wolf-Gedächtnispreises für Musik durch die Stadt München[8]

## Aufnahmen
- Isaac Albéniz: For Guitar solo – from the Suites Española, Iberia & España. Arrangements und Sologitarre: Laura Lootens. CD erschienen bei CAvi/Deutsche Grammophon, 2023[9]
- Isaac Albéniz: Suite Española No. 1, Op. 47 No. 4, Cádiz,[10] Suite Española No. 1, Op. 47: No. 5, Asturias,[11] España, Op. 165: No. 3, Malagueña.[12] Musikvideos auf dem YouTube-Kanal der Deutschen Grammophon, 2023